# Coutarea
Coutarea es un género de plantas con flores perteneciente a la familia Rubiaceae. Se encuentra en América desde México hasta Brasil.

## Taxonomía
El género fue descrito por el farmacéutico, botánico, pteridólogo y explorador francés: Jean Baptiste Christophore Fusée Aublet y publicado en Histoire des Plantes de la Guiane Françoise 1: 314, t. 122 en el año 1775. (Jun 1775) (Hist. Pl. Guiane). La especie tipo es Coutarea speciosa Aubl. que ahora es considerada un sinónimo de la especie Coutarea hexandra (Jacq.) K.Schum.

## Especies deCoutarea
- Coutarea andrei Standl.
- Coutarea corymbosa Brign.
- Coutarea diervilloides Planch. & Linden
- Coutarea hexandra (Jacq.) K.Schum. - atecamez de la Guayana, copalchi de Guadalajara, pitoya de la Guayana, quina atecamez o bicolorada o colorada o pitoya o tecamez de la Guayana, tecamez de la Guayana.[3]
- Coutarea mollis Cham.